# Hemiteles incertus
Hemiteles incertus là một loài tò vò trong họ Ichneumonidae.